# Пекінська весна
«Пекінська весна» (кит.: 北京之春, піньінь Běijīng zhī chūn, палл. Бейцзін чжи чунь) — короткий період політичної лібералізації в Китайській Народній Республіці (КНР) з листопада 1978 по квітень 1981, відразу «Культурної революції». Назва походить від «Празької весни», аналогічної події, що сталася в Чехословаччині 1968 року.